# ChessBase
ChessBase GmbH — немецкая компания, основанная в 1986 году в Гамбурге. Специализируется на разработке программного обеспечения для шахмат, включая аналитические инструменты, базы данных и онлайн-сервисы. Владеет шахматным сервером Playchess и новостным порталом ChessBase News

## История и деятельность
Основана Матиасом Вюлленвебером и Фредериком Фридом. На 2023 год располагает крупнейшей в мире коммерческой базой шахматных партий (свыше 12 миллионов игр, включая исторические партии с XV века). Компания сотрудничает с ведущими гроссмейстерами всего мира для анализа и аннотирования ключевых матчей.
- ChessBase US — официальный дистрибьютор продукции в США с 2003 года.
- В 2021 году запущен облачный сервис ChessBase Cloud для синхронизации баз данных.

## Компания
ChessBase Matrimony (Гамбург, Германия) — название компании, которая продает шахматное программное обеспечение. ChessBaseUS является дистрибьютором на территории США.
В октябре 2006 года база насчитывала 2,4 миллиона партий (сейчас примерно 4,5 миллиона). Эта оперативная база данных может быть доступна непосредственно через программу базы данных ChessBase.

## Продукты

#### ChessBase 18 (2023)
- Функции:
  - Хранение партий в формате CBH с поддержкой мультимедиа (3D-доски, видеоанализ).
  - Конвертация в PGN и обратно.
  - Интеграция с нейросетевыми движками (Stockfish 16, Leela Chess Zero).
- Анализ: Встроенные модули Fritz, Komodo, Houdini, а также открытые движки (Crafty, Stockfish).

#### Бесплатные решения
- ChessBase Reader — бесплатная программа для просмотра баз данных (актуальная версия 2023).
- ChessBase Light 2007[5] — бесплатная версия является урезанной версией ChessBase 9, которая имеет некоторые ограничения.

ChessBase 16 — популярная коммерческая программа базы данных для хранения и поиска шахматных партий под Microsoft Windows. ChessBase использует собственный формат для хранения игр, но может также экспортировать и импортировать партии в PGN. Собственный формат ChessBase занимает большее пространство на жестком диске, но имеет дополнительные функции, которые невозможны в PGN. Программное обеспечение может преобразовывать файлы из PGN в формат ChessBase и наоборот.
Программные средства базы данных ChessBase объединяют движки базы данных для анализа, например Fritz, Junior Shredder (все — продукция ChessBase) и несколько свободных движков, в частности Crafty, написанный профессором Робертом Хайаттом .
ChessBase также предоставляет бесплатную версию своей программы ChessBase Light 2007. Бесплатная версия является урезанной версией ChessBase 9, которая имеет некоторые ограничения.

## Шахматные движки
Компания распространяет коммерческие движки, включая:
- Shredder (версия 14, 2023) — 6-кратный чемпион World Computer Chess Championship.
- HIARCS (версия 15, 2023) — победитель TCEC Season 24.
- Junior (версия 14, 2021) — обладатель 12 наград ICT.

## Шахматный сервер Playchess
- Статистика: 120 000 активных пользователей (2023).
- Конкуренты: Chess.com, Lichess, Internet Chess Club.
- Доступ к Playchess требует наличие установленной программы Fritz или одного из последних в семействе движков.

## Сайт новостей
Chessbase также поддерживает веб-сайт новостей , содержащий шахматные новости и информацию о продукции. Сайт доступен на английском, немецком и испанском языках, а также русский (с 2020).

## Международное присутствие
ChessBase India: Индийское представительство компании, управляющее YouTube-каналом с 2,5 млн подписчиков и 250 млн просмотров (данные на декабрь 2023 года).